# Парламентарни избори в Северна Корея (1948)
Парламентарните избори в Северна Корея през 1948 г. са първите избори за Върховно събрание и са проведени на 25 август.
Само един кандидат е избиран във всеки избирателен район, всички от които са представители на Корейската работническа партия, въпреки че някои са кандидати от името на други партии или държавни организации, за да се даде вид на демокрация. Избирателната активност е 99,97%.

## Резултати
| Коалиция                                        | Партия                         | Гласове | %     | Места |
| ----------------------------------------------- | ------------------------------ | ------- | ----- | ----- |
| Демократичен фронт за обединение на отечеството | Корейска работническа партия   |         | 98,49 | 157   |
| Демократичен фронт за обединение на отечеството | Чондоистка партия              | 35      | 98,49 |       |
| Демократичен фронт за обединение на отечеството | Корейска демократична партия   | 35      | 98,49 |       |
| Демократичен фронт за обединение на отечеството | Народна партия донгро          | 20      | 98,49 |       |
| Демократичен фронт за обединение на отечеството | Народна републиканска партия   | 20      | 98,49 |       |
| Демократичен фронт за обединение на отечеството | Будистки съюз                  | 20      | 98,49 |       |
| Демократичен фронт за обединение на отечеството | Други партии                   | 171     | 98,49 |       |
| Демократичен фронт за обединение на отечеството | Независими                     | 114     | 98,49 |       |
| Против                                          | Против                         |         | 1,51  | –     |
| Общо                                            | Общо                           |         | 100   | 572   |
| Регистрирани гласове/активност                  | Регистрирани гласове/активност |         | 99,97 | –     |
| Източник: East Gate Book                        |                                |         |       |       |